# Enterobacter cloacae
Enterobacter cloacae – gatunek Gram-ujemnej, względnie beztlenowej, patogennej pałeczki.

## Charakterystyka
Enterobacter cloacae jest, Gram-ujemną, względnie beztlenową pałeczką o długości 0,8–2 μm i średnicy ok. 0,3–0,6 μm. Bakteria ta posiada wici, jest katalazo-dodatnia i oksydazo-ujemna.

## Występowanie
Enterobacter cloacae występuje powszechnie w środowisku (wodzie, ściekach, glebie i produktach spożywczych), wchodzi również w skład mikrobioty jelitowej ludzi i zwierząt.

## Zakażenia
Enterobacter cloacae wywołuje zakażenia szpitalne takie jak:
- Bakteriemia
- Zapalenie wsierdzia
- Zapalenie stawów
- Zapalenie kości i szpiku
- Zakażenia skóry i tkanek miękkich
- Zakażenia dolnego odcinka układu moczowego
- Zakażenia wewnątrzbrzuszne

## Antybiotykooporność
Połowa izolowanych klinicznie szczepów wykazuje się nadekspresją cefalosporynazy AmpC, co warunkuje jej oporność na penicyliny oraz cefalosporyny pierwszej, drugiej i trzeciej generacji, często obserwuje się koekspresję AmpC i ESBL. Wśród szczepów Enterobacter cloacae zostały zidentyfikowane wszystkie klasy karbapenemaz (najczęsciej występuje OXA-48). Izoluje się również szczepy oporne na amingolikozydy, chloramfenikol, fluorochinolony, tetracykliny.